# بريسيز

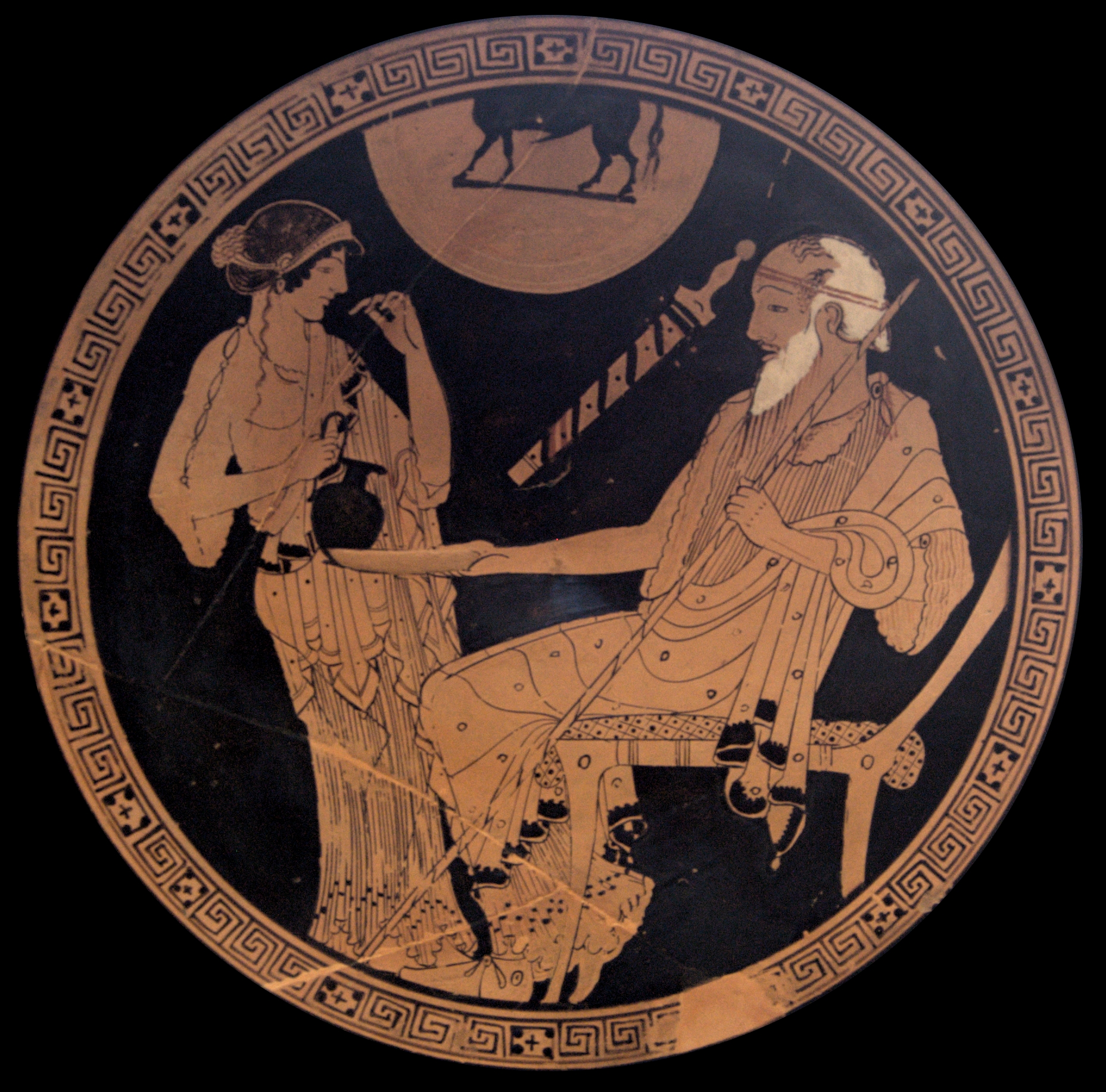
بريسيز وفونيكس ، سنة 490 قبل الميلاد ، من متحف اللوفر (G 152)

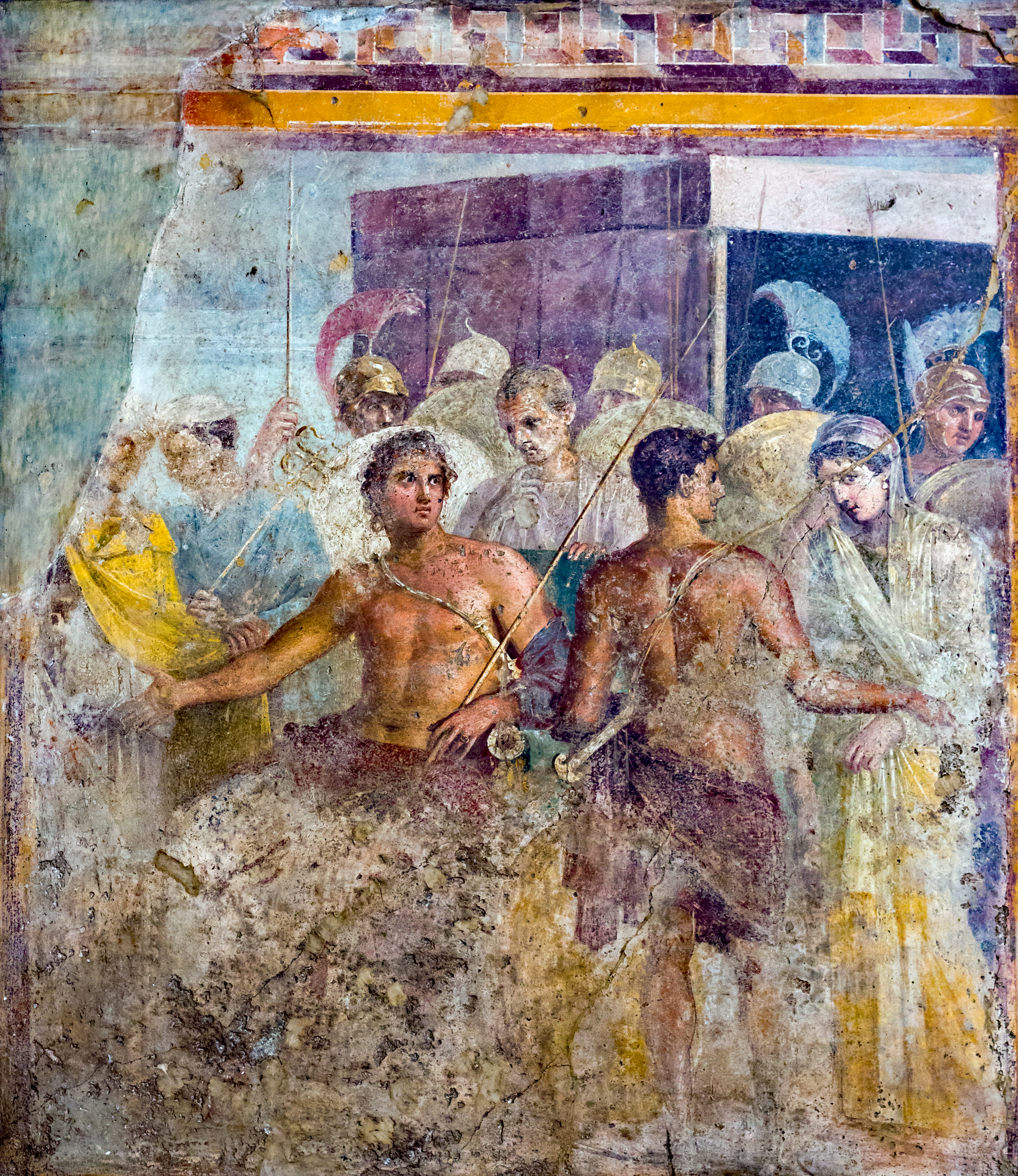
تنازل أخيل عن بريسيس لأجاممنون ، من بيت الشاعر المأساوي في بومبي ، لوحة جدارية ، من القرن الأول الميلادي ، اللوحة موجودة المتحف الأثري الوطني في نابولي

بريسيز ( /braɪˈsiːɪs/ ؛ (بالإغريقية: Βρῑσηΐς)‏ Brīsēís ، pronounced ‎[briːsɛːís]‏ ) ("ابنة Briseus")، والمعروفة أيضًا باسم هيبوداميا ( Ἱπποδάμεια و‎[hippodámeːa]‏ )،  هي شخصية مهمة في ملحمة الإلياذة. هي مركز الخلاف القائم بين أخيل وأجاممنون، الذي هو أساس الحبكة في الملحمة. كانت بريسيز متزوجة من ماينس، ابن ملك ليرنسوس، حتى احتل أخيل مدينتها وعتق رقبتها من العبودية، قبل وقت قصير من أحداث الملحمة. بعد إجبار أجاممنون له على إعطاءه بريسيز، رفض أخيل المشاركة في المعركة.

## الوصف
لم يتم وصف بريسيز بشكل تفصيلي، مثلها كمثل العديد من الشخصيات الأخرى في الإلياذة. وصفت بالصفات الأولية القياسية التي يستخدمها الشاعر لوصف جمال رائع، على الرغم من أن مظهرها متروك بالكامل لخيال الجمهور. يقارن جمالها بجمال الآلهة.
تخيل الشاعر البيزنطي جون تزيتس شكل بريسيز منذ حوالي ألفي عام على النحو التالي:
| "طويلة وبيضاء، شعرها أسود مجعد؛ كان لها صدر جميل ووجنتان وأنف. كانت أيضا حسنة التصرف. كانت ابتسامتها مشرقة، وحاجبيها كبيران" |

في نفس الوقت، عند داريس الفريجي (بين القرن الأول قبل الميلاد والقرن الخامس بعده)، تم تصوير بريسيز كـ ".. جميلة. كانت صغيرة وشقرية، ذات شعر أصفر ناعم. كان حاجباها ملتصقين فوق عينيها الجميلتين. كان جسدها جيد التناسق. كانت ساحرة، ودودة، ومتواضعة، وبارعة، وتقية." 

## الأسطورة
وفقًا لأسطورتها، كانت بريسير ابنة بريسيوس، أما عن أمها، فلا توجد مصادر كافية لتحديد هويتها. كان لديها ثلاثة أشقاء ماتوا في ليرنسوس.
عندما قاد أخيل الهجوم على ليرنسوس خلال حرب طروادة، استولى على بريسيز، وقتل والديها وإخوتها. تم منحها لاحقًا إليه كجائزة حرب لتكون خليلة له. حسب الإلياذة، في المجتمع اليوناني الميسيني الموصوف، كانت النساء المأسورات، مثل بريسيز، عبيد ويمكن التداول بهم بين المحاربين.
وفقًا للفصل الأول من ملحمة الإلياذة، عندما أجبر أبولو أجاممنون على التخلي عن عبدته كريسيس، طلب بريسيز كتعويض عنها. أدى هذا إلى شجار مع أخيل بلغ ذروته، مع تسليم بريسيز إلى أجاممنون وانسحاب أخيل الطويل من المعركة. كان لغيابه عواقب وخسارات وخيمة على الإغريق. بالرغم من العروض الكبيرة التي قدمت لأخيل من قبل أجاممنون، من أموال ونساء، إلا أنه لم يعد إلى المعركة حتى وفاة باتروكلس .
غضب أخيل من أجاممنون، وبلغ غضبه ذروته في خيمته، بسبب أن أجاممنون تجرأ على إهانته بتجريده من الجائزة التي مُنحت له. عندما عاد أخيل إلى القتال للانتقام من قتلة باتروكلوس وأعاد أجاممنون بريسيز إليه، أقسم أجاممنون لأخيل أنه لم ينام أبدًا مع بريسيز.
عندما قام أوديسوس وأجاكس وفونيكس بزيارة أخيل للتفاوض بشأن عودتها في الفصل 9، يذكر أخيل بريسيز على أنها زوجته أو عروسه. يدعي أنه أحبها أكثر مما يمكن أن يحب أي رجل زوجته، لدرجة أن مينلاوس وهيلين توجها للتعبير عن مدى الظلم الذي يكمن في أخذ زوجته منه. تتناقض هذه النظرة الرومانسية لعلاقتهما مع الفصل 19، الذي تتحدث بريسيز فيه. في هذا الفصل، بينما كانت تتأسف على وفاة باتروكلس، وتتساءل عما سيحدث لها دون تدخله الدائم للدفاع عنها، تقول أن باتروكلس وعدها بأنه سيطلب من أخيل جعلها زوجته الشرعية بدلاً من عبدته.
في الفصل 19 من الإلياذة، ألقى أخيل خطابًا مثيرًا لجنوده، أعلن فيه علنًا أنه سيغض الطرف عن انزعاجه من أجاممنون وأنه سيعود إلى المعركة. خلال خطابه، قال أخيل أنه يتمنى وفاة بريسيز، متأسفًا على أنها أحدثت خلاف بينه وبين أجاممنون. هذا يتناقض مع أقواله في الفصل 9.
بقيت بريسيز مع أخيل حتى وفاته، التي أغرقتها في حزن شديد. سرعان ما قامت بريسيز بمراسم الدفن لأخيل وإعداده للحياة الآخرة حسب معتقداتهم. وفقًا لروبرت بيل، بعد وفاته، "أُعطيت بريسيز لأحد رفاق أخيل الذي كان كالدرع له"، بعد سقوط طروادة.
في روايات العصور الوسطى ، بدءًا من رواية طروادة ، يكون اسم بريسيز هو بريسيدا  وتكون ابنة كالشاس. تكون محبة لترويلس ومحبوبة من قبله، ومن بعده ديوميديس. تم الخلط بينها لاحقًا مع كريسيس، وتحت الاختلافات في هذا الاسم تم تطوير الشخصية بشكل أكبر، لتصبح كريسيداعند شكسبير.

## حضورها في الفن والسينما والوسائط الأخرى
- الإلياذة، قصيدة ملحمية إغريقية منسوبة إلى هوميروس.
- البطلات، عمل للشاعر الروماني أوفيد، يتكون من رسائل من بطلات أسطوريات إلى أبطالهم.
- اختطاف بريسيس، رسم بردي، يرجح أن يكون من أصل مصري قديم، يصور بريسيز وهي تنخطف من قبل جنود أجاممنون، رسمها تالثيبيوس ويوريباتس.
- غضب أخيل، 1962 فيلم من إخراج مارينو جيرولامي، قامت جلوريا ميلاند بتأديةدورها.
- المشعل، رواية من عام 1987 لماريون زيمر برادلي.
- ابنة طروادة، رواية من عام 1998 لديف دنكان.
- كاساندرا، رواية من عام 1983 لكريستا وولف.
- طروادة، فيلم من عام 2004 من قبل وولفجانج بيترسن، قامت روز بيرن بتأدية دورها.
- أغنية أخيل، رواية من عام 2011 لمادلين ميلر.
- يد النار، رواية من عام 2014 لجوديث ستاركسون.
- تروي: فال أوف سيتي: مسلسل قصير من عام 2018، بواسطة شركة بي بي سي ، قامت إيمي لويز ويلسون بتأدية دورها.
- صمت الفتيات ، رواية من عام 2018 لبات باركر ، روتها بريسيز.
- ألف سفينة ، رواية من عام 2019، لناتالي هاينز، تصور النساء في حرب طروادة.
- نساء طروادة ، رواية من عام 2021، لبات باركر.[15]

## ملحوظات
1. ↑  Beazley Archive 203900. نسخة محفوظة 2022-04-07 على موقع واي باك مشين.
2. ↑  From the A تعليقة at Iliad 1.392 we learn that "[Homer] forms the names [of Briseïs and Chryseis] الاسم المنسوب لأبically. For as other ancient [poets] relate, Chryseis was called Astynome, and Briseis was called Hippodameia." Dictys Cretensis calls Briseis by the latter name in his account of the Trojan War. See Dué 2002: Homeric Variations on a Lament by Briseis 56-58.
3. ↑  Roman, Luke; Roman, Monica (2010). Encyclopedia of Greek and Roman Mythology (بالإنجليزية). Infobase Publishing. p. 105. ISBN:978-1-4381-2639-5. Archived from the original on 2023-04-13.
4. ↑  Homer. "19". Iliad. ص. 497 (Robert Fagles translation). And so Briseis returned, like golden Aphrodite...with both hands clawing deep at her breasts, her soft throat and lovely face, she sobbed, a woman like a goddess in her grief
5. ↑  Tzetzes, Antehomerica 356-358
6. ↑  Dares Phrygius, History of the Fall of Troy 13 نسخة محفوظة 2023-04-07 على موقع واي باك مشين.
7. ↑  هوميروس, Iliad 19.291-95
8. ↑  See, e.g., Homer, Iliad 2.688–94
9. ↑  Homer, Iliad 19.261–63
10. ↑  Homer, Iliad 9.406–20
11. ↑  Homer, Iliad 19.348–54. "Again and again you vowed you'd make me godlike Achilles' lawful, wedded wife, you would sail me west in your warships, home to Phthia, and there with the Myrmidons hold my marriage feast." (Robert Fagles translation)
12. ↑  Homer. "19". Iliad. ص. 490 (Robert Fagles translation). Agamemnon--was it better for both of us, after all, for you and me to rage at each other...all for a young girl? If only Artemis had cut her down at the ships--with one quick shaft--that day I destroyed Lyrnessus, chose her as my prize.
13. ↑  Bell, Robert (1991). Women of Classical Mythology p.244
14. ↑  Brizeida in the letter of Azalais d'Altier.
15. ↑  "The Women of Troy by Pat Barker review – bleak and impressive". the Guardian (بالإنجليزية). 20 Aug 2021. Archived from the original on 2022-07-19. Retrieved 2022-07-19.